# Mark Webber
Mark Alan Webber (Queanbeyan, Australia, 27 de agosto de 1976) es un expiloto de automovilismo australiano. Compitió en Fórmula 1 desde el año 2002 hasta 2013, donde sumó 9 victorias, 42 podios y 13 pole positions, así como el tercer puesto del campeonato en 2010, 2011 y 2013, y el cuarto en 2009. Formó parte de los equipos Minardi, Jaguar, Williams y Red Bull. En 2014 dejó la Fórmula 1 para competir en el Campeonato Mundial de Resistencia como piloto oficial de Porsche en el programa de sport prototipos hasta 2016, resultando campeón en 2015. 
Webber se retiró del automovilismo en 2016, aunque sigue en Porsche como consultor y rol de representante. Además, es el representante del piloto de Fórmula 1 Oscar Piastri. 

## Trayectoria

### Inicios
Webber comenzó a temprana edad su relación con el deporte. Como la mayor parte de los pilotos actuales de Fórmula 1, Mark se inició en el deporte motor a través de los karts. Varios triunfos a nivel estatal en Australia le allanaron el camino hacia la Fórmula Ford, donde también logró numerosas victorias, incluyendo una en el Gran Premio de Adelaida de 1995.

### Fórmulas promocionales
Tras esta demostración de potencial, Webber fue llevado a competir a la Fórmula Ford Británica por Van Diemen, el mayor constructor de la Fórmula Ford. Antes de eso, triunfó también en la carrera inaugural de Fórmula Holden, en el Gran Premio de Melbourne.
El primer año de experiencia internacional del australiano fue exitoso, finalizando en el segundo lugar del campeonato de Fórmula Ford británica, en una temporada en la que se anotó cuatro victorias.  El final de año estuvo marcado por su triunfo en el prestigioso Festival Duckhams de Fórmula Ford, en Brands Hatch, con lo cual se agregó a un selecto círculo que incluye a pilotos de la talla de Johnny Herbert, Eddie Irvine, Jan Magnussen y Jenson Button.
Días antes de la carrera en el Festival, Webber completó una serie de ensayos con la escudería Alan Docking de Fórmula 3 Británica, tras lo cual acordó unirse al equipo para la temporada de 1997. Fue en Brands Hatch donde ganó su cuarta carrera en la categoría, que lo ayudaría a asegurarse el cuarto lugar en su debut en la categoría. El australiano también finalizó en el tercer lugar en el Masters de Fórmula 3 de Zandvoort, y cuarto en la otra competencia cinta azul de la categoría, el Gran Premio de Macao de Fórmula 3.

### Grandes Turismos
Las buenas actuaciones de Webber en la Fórmula 3 le permitieron pasar a conducir para el equipo AMG en el Campeonato FIA GT de 1998. El australiano acompañó al campeón mundial reinante de la categoría, Bernd Schneider, para obtener cinco victorias, perdiendo el campeonato por solo 8 segundos en un electrizante final de temporada en Laguna Seca.
Al año siguiente, Webber permaneció en el equipo AMG Mercedes, ahora como primer piloto y con su propio auto. No obstante, el calendario de carreras de la escudería se vio reducido debido a la decisión de la FIA de cancelar el campeonato por falta de equipos interesados. Mercedes decidió entonces concentrar sus esfuerzos en cinco carreras, entre las que estaban las 24 Horas de Le Mans y otras pruebas selectas de la serie Le Mans. El programa debió cancelarse tras un espectacular accidente de Webber en las prácticas del jueves en Le Mans, en el cual el auto dio varias vueltas de campana antes de detenerse.
El equipo logró reconstruir el auto para la carrera del sábado, pero en la primera vuelta de Webber durante la sesión de calentamiento, y en el mismo lugar donde había tenido el percance antes, un accidente igual al anterior tuvo lugar, esta vez frente a los espectadores y las cámaras de televisión. Mark tuvo la suerte de salir ileso nuevamente, pero tras un nuevo vuelco del piloto Peter Drumbeck, Mercedes retiró el auto que quedaba en pista. El calendario previsto por la escudería para el resto del año se canceló, y los autos del equipo no volvieron a disputar carreras en la temporada.

### Fórmula 3000
Tras su experiencia de Le Mans, Webber presionó para volver a conducir un monoplaza. Tras ser presentado a su compatriota Paul Stoddart por Eddie Jordan, se aseguró una butaca en la Fórmula 3000 europea. A pesar de su falta de experiencia en la categoría, el australiano sorprendió al tomar la punta del campeonato al inicio de la temporada, aunque finalmente ocupó el tercer lugar. No obstante, este tercer lugar representó la mejor posición alcanzada hasta entonces por un debutante.
Tras declinar un contrato con el equipo Arrows de Fórmula 1 en julio de 2000, Webber participó en una sesión de pruebas de 3 días en Estoril con la escudería Benetton, en la cual superó los registros de pilotos como Giancarlo Fisichella y Ralf Schumacher. Este buen rendimiento le permitió asegurarse el puesto de piloto de pruebas y de reserva con Benneton para la siguiente temporada. Además de ello, también logró el subcampeonato de la Fórmula 3000 internacional con el equipo Supernova.

### Fórmula 1

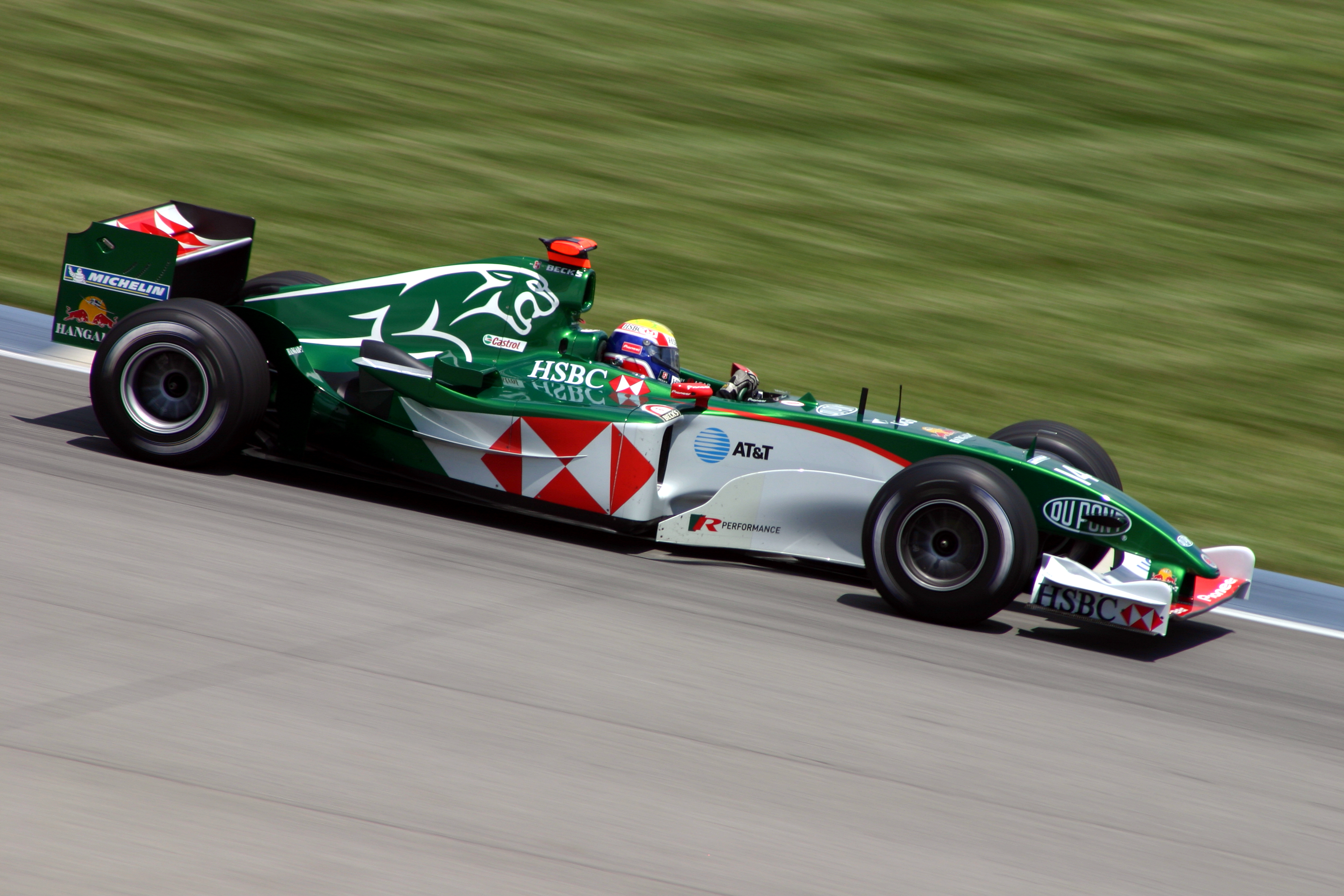
Mark Webber conduciendo el Jaguar R5 en el Gran Premio de los Estados Unidos de 2004. Se retiró de la carrera a trece vueltas del final tras incendiarse el motor.

Con la firme posibilidad de una butaca en Fórmula 1 a la vista, los representantes de Webber acordaron su incorporación al equipo Minardi de Paul Stoddart.

### Minardi

#### 2002
En su debut en su tierra natal, en el Gran Premio de Australia de 2002, disputado en Melbourne, Webber finalizó en un notable quinto lugar, dándole así a su equipo sus primeros puntos desde 1999. También se convirtió en el cuarto australiano en anotar puntos en una carrera de Fórmula 1.
La temporada 2002 resultó ser una temporada de transición, en la cual el australiano fue uno de los cuatro mejores debutantes en la categoría, a pesar de la falta de potencia de su monoplaza.

### Jaguar

#### 2003
En el año 2003, Mark Webber formó parte de la renovada escudería Jaguar Racing, motorizada por Cosworth. Su desempeño en su primera temporada con el equipo fue notable, anotando 17 de los 18 puntos que la escudería obtendría en el año, y clasificándose en el décimo lugar del campeonato de pilotos.

#### 2004
En 2004 el australiano tuvo un buen comienzo de temporada, empezando desde el 6.º y 2.º lugar de la parrilla en las dos primeras carreras, aunque no pudo finalizar ninguna de las dos. Los problemas financieros de su equipo hicieron que se obtuviesen pobres resultados, por lo que fichó para la escudería Williams junto al alemán Nick Heidfeld, confiando en encontrar un vehículo ganador.

### Williams

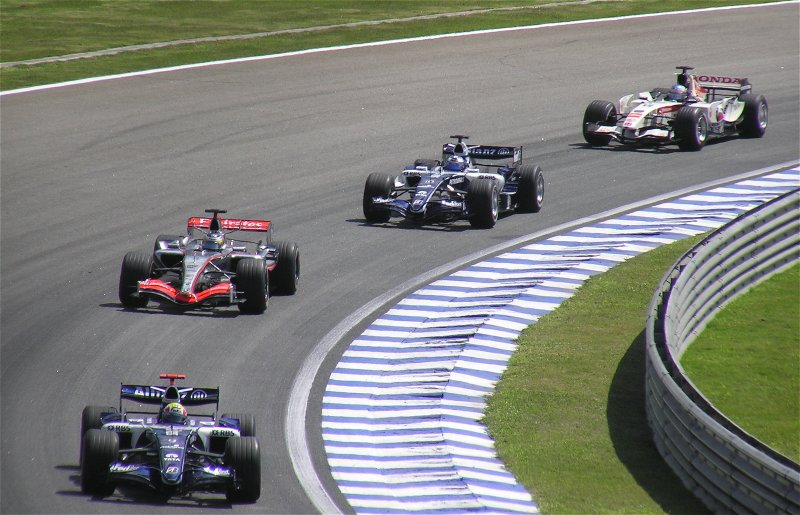
Webber liderando a Pedro de la Rosa, Nico Rosberg y Jenson Button en la primera vuelta del Gran Premio de Brasil de 2006. Más tarde se retiraría tras colisionar su propio compañero contra él.

#### 2005
Las previsiones para la temporada 2005 no fueron las deseadas para el piloto. Tras un notable inicio de temporada, con dos quintos puestos y un podio como mejor resultado, el año se tornó muy difícil para él ya que, junto a algunos errores propios, el equipo perdió la competitividad de la que se caracterizaba años atrás, siendo doblados en algunas carreras. La oportunidad era muy buena para Webber, pero 19 carreras más tarde, el australiano había completado otra mala temporada. Había vuelto a mostrar un nivel muy bueno en las sesiones de clasificación, pero dejaba escapar sus opciones y también los puntos en las carreras. Su compañero Nick Heidfeld se mostró algo más consistente. Esto provocó la salida del motorista BMW del equipo y del otro piloto de la escudería, Nick Heidfeld, lo que no ayudó para el resto de campaña.

#### 2006
En el año 2006, se encontró un nuevo y joven compañero, Nico Rosberg, con el nuevo motorista para el equipo Cosworth, subrayó el buen hacer de Webber, que dispuso de varias oportunidades de podio, en el Gran Premio de Australia (en la que lideraba la carrera) y en el Gran Premio de Mónaco, pero de nuevo la mala suerte y en este caso, la poca fiabilidad del Williams, provocó sendos abandonos y que perdiese de nuevo más oportunidades de mejora en el transcurso del mundial. Dos sextos puestos fueron sus mejores posiciones en toda la temporada. Mediada la temporada, Webber anunciaba su fichaje por el equipo Red Bull Racing para el año 2007. El australiano concluía el Campeonato en una discreta 14.ª posición.

### Red Bull

#### 2007

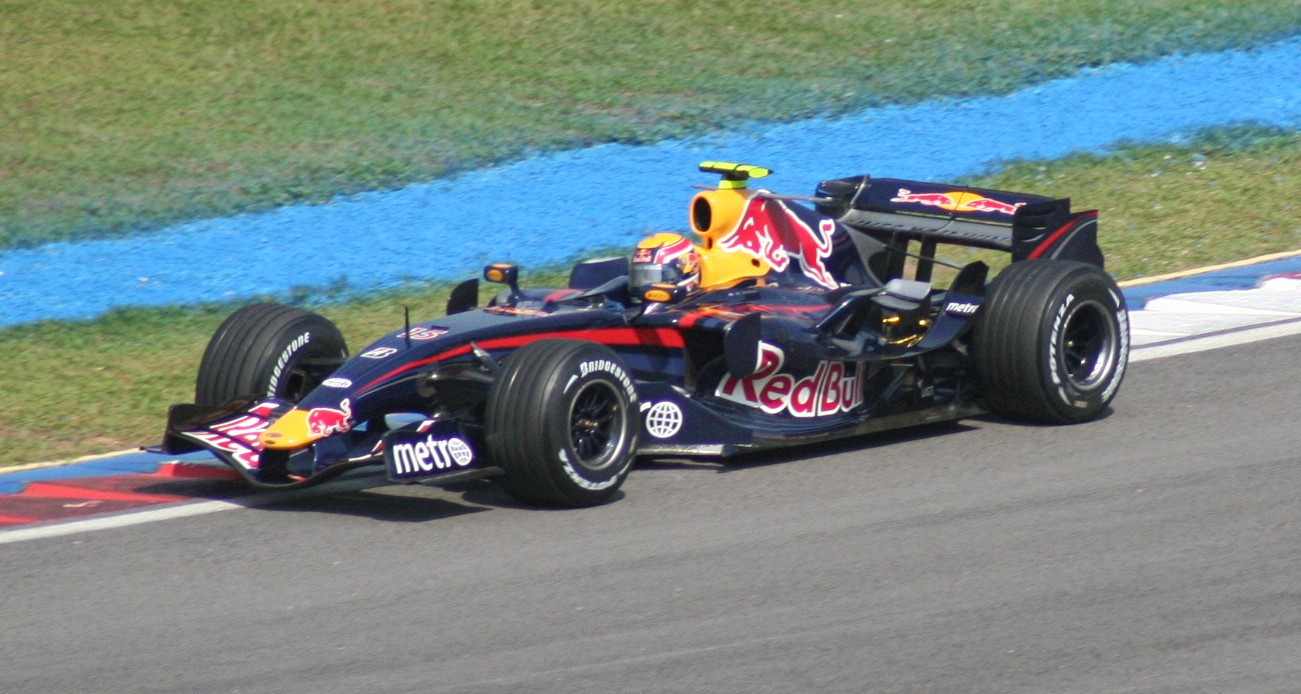
Mark Webber durante el Gran Premio de Malasia de 2007, donde fue décimo.

Tras su última temporada en Williams, Webber se unió al equipo Red Bull Racing para la temporada 2007, curiosamente la renombrada escudería Jaguar tras ser comprada por la empresa de bebidas energéticas Red Bull, en la que, gracias a sus motores Renault y el diseño aerodinámico del famoso ingeniero Adrian Newey, aspira a posicionarse en lugares de podio.
En el Gran Premio de Europa consiguió su segundo podio al finalizar tercero tras Felipe Massa y Fernando Alonso; este podio también fue el segundo de Red Bull Racing tras el obtenido por David Coulthard en Mónaco 2006. En el Gran Premio de Japón, en el inicio de una carrera accidentada con una fuerte lluvia, Webber comunicó por radio a su equipo que se iba a retirar de la misma por encontrarse en mal estado tras una intoxicación alimentaria. Momentos después comunicó a su equipo que intentaría seguir en la carrera. A pesar de su malestar llegó a rodar en segunda posición por detrás de Lewis Hamilton y con posibilidades de lograr la victoria, pero una pasada de frenada tras el auto de seguridad que provocó Hamilton tuvo como consecuencia un fuerte accidente entre el australiano y Sebastian Vettel. Más tarde la FIA investigó el caso, pero finalmente Lewis Hamilton se quedó sin sanción pese a las quejas de Webber y Vettel. Webber afirmó que "Hamilton hizo un trabajo de mierda detrás del Safety Car", y también dijo: "Durante la carrera me vi con opciones de puntuar, por lo que no tenía ningún sentido involucrarme en un incidente. Es duro de digerir". Webber finalizó la temporada en 12.º lugar con 10 puntos.

#### 2008
En la temporada 2008, empezó con unos resultados bastante buenos, sobre todo si se comparan con los de su compañero de equipo David Coulthard. Webber sumaba 10 puntos tras las primeras cinco carreras, igualando la puntuación que obtuvo en 2007. En el Gran Premio de Mónaco acabó en una excelente cuarta posición, llegando a los 15 puntos. Su temporada fue buena, con una gran regularidad. Es un piloto de los que no cuentan con uno de los monoplazas llamados "grandes" (Ferrari, McLaren y BMW Sauber) en la parte alta de la tabla, y mantuvo una lucha junto con el italiano Jarno Trulli y el español Fernando Alonso por la séptima plaza en el mundial de pilotos. En las últimas carreras, el Red Bull RB4 no es tan competitivo y Webber apenas puede mejorar sus guarismos, acabando 11.º con 21 puntos.
En noviembre de 2008, Webber fue atropellado por un todoterreno mientras participaba en un evento benéfico en Australia y se fracturó una pierna, lo que le hizo perderse parte de la pretemporada.

#### 2009

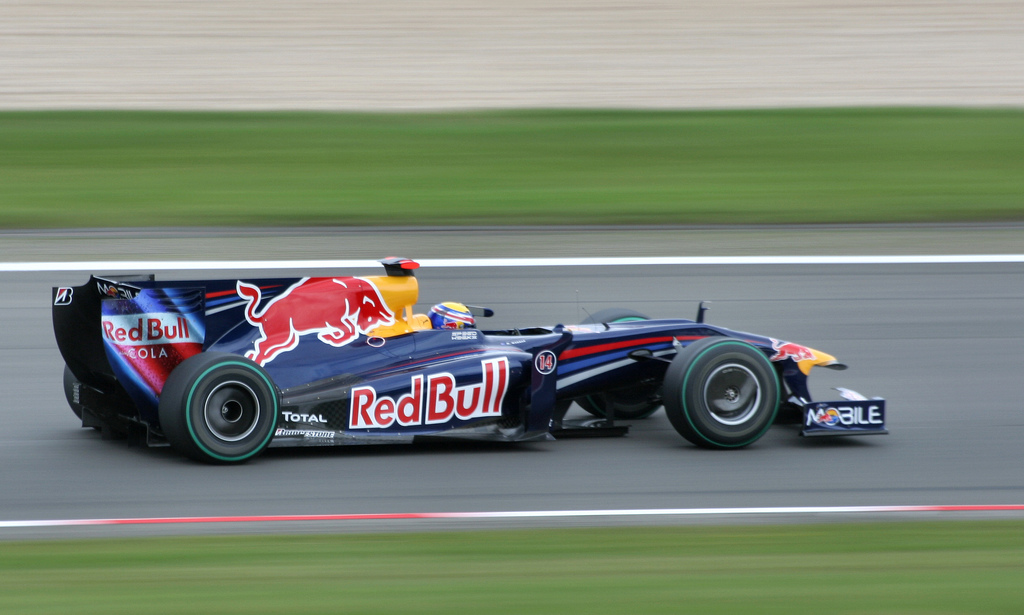
Mark en el GP de Alemania de 2009, su primera victoria.

La temporada 2009 fue muy buena para el piloto australiano, con un Red Bull RB5 que demostró ser uno de los mejores coches de la parrilla. Sin embargo, tuvo un mal comienzo al no puntuar en Melbourne, la primera carrera de la temporada. Pero en Sepang, acabó 6.º y consiguió sus primeros puntos. En Shanghái finalizó 2.º, ya que su compañero, Sebastian Vettel, ganó la carrera. Pero en Sakhir, volvió a terminar fuera de los puntos (acabó 11.º). En España, acabó 3.º y en Mónaco, acabó 5.º En Estambul, y en Silverstone, en ambas terminó 2.º Pero la suerte le llega en Nürburgring, al conseguir su primera victoria en Fórmula 1, estableciendo un nuevo récord de 130 carreras para lograrla. Y en Hungaroring, acaba 3.º Pero la mala suerte se le vendría en las 2 carreras siguientes, Valencia y Spa, en ambas terminó 9.º, fuera de los puntos, y alejándose de los pilotos de Brawn GP. Y en Monza, en la primera vuelta, se toca con Robert Kubica y abandona, ya quedando sin posibilidades de pelear el campeonato con  Rubens Barrichello y Jenson Button. En Singapur, clasifica 4.º, pero en carrera un problema con los frenos le hace perder el control del monoplaza y abandona, quedando ya sin posilidades de ser campeón. En Suzuka, clasifica último (19.º) ya que Timo Glock no formó parte de la carrera por un aparatoso accidente en una accidentada clasificación. En la carrera, Webber no sube posiciones, pero a pesar de lo cual hizo la vuelta rápida con 5 paradas (probó diferentes ajustes) aunque terminó último en la carrera (17.º). En Brasil, Mark se clasifica 2.º, por detrás de Rubens Barrichello, pero con la temprana parada de Barrichello, Webber lideró la carrera desde la mitad hasta el final, logrando su 2.º triunfo en Fórmula 1 y en la temporada. En Abu Dabi, Mark sale 3.º, pero en la carrera se toca con Barrichello, aunque no pierde la posición, y más adelante con el abandono de Hamilton, sube al 2.º puesto. En las vueltas finales, Webber aguanta la presión de Jenson Button y termina 2.º, sumando 8 puntos y quedando 4.º en la clasificación final del campeonato. La temporada 2009 fue una de las mejores para Webber, pero se vio superado por su compañero Sebastian Vettel (aunque hay que tener en cuenta que Mark no estaba completamente recuperado de una fractura en una de sus piernas, lo que debió afectar a su rendimiento).

#### 2010

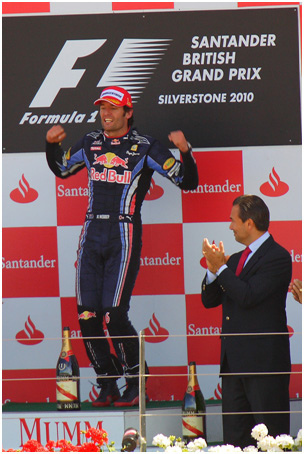
Mark Webber tras ganar en Silverstone.

En la temporada 2010, Mark Webber vuelve a correr con el equipo Red Bull Racing. En las dos primeras carreras del año, no tiene un rendimiento destacable, pero en Malasia logra la pole position y finaliza la carrera en segunda posición, solo superado por su compañero de equipo Sebastian Vettel. Sin embargo, en China vuelve a hacer una carrera discreta y no pasa del octavo puesto. Pero en Montmeló, su suerte cambia, consiguiendo la pole y anotándose la primera victoria de la temporada dominando totalmente el GP, algo que repetiría en Mónaco, la siguiente prueba. De esta forma, Webber se situaba líder del mundial, aunque empatado a puntos con Sebastian Vettel. Esa igualdad entre los dos iba a deshacerse en Turquía, donde Webber partía como favorito. De hecho, el australiano se hizo con su tercera pole consecutiva, por delante de Lewis Hamilton. Precisamente el piloto inglés le planteó una difícil carrera, presionándole en todo momento. Después de los cambios de neumáticos, Webber seguía al frente con Vettel justo detrás. Sin embargo, pocas vueltas después los dos pilotos de Red Bull colisionarían en una polémica maniobra, dejando fuera de la carrera a Vettel y relegando a Webber al tercer lugar, por detrás de los McLaren. A pesar de todo, el australiano siguió manteniendo el liderato. Pero las dos posteriores carreras fueron bastante desafortunadas para él, con un fuerte accidente incluido, y cayó hasta el tercer puesto en la clasificación. Luego recupera el liderato tras su victoria en Hungaroring. En Bélgica consiguió la pole, pero una mala salida le hizo acabar segundo, tras Hamilton y por delante de Robert Kubica, perdiendo el liderato del mundial. En Italia, tras el abandono de Lewis Hamilton, Webber terminó 6.º y se colocó líder del mundial. En Singapur, el australiano logró reivindicar su liderato quedándose a 11 puntos de Fernando Alonso y a 20 de Lewis Hamilton, después de que este colisionara contra Webber en una polémica maniobra.
En Japón, Webber logró la segunda posición en parrilla y en la carrera.
En Corea, volvió a clasificarse de nuevo en segunda posición tras su compañero de equipo. La salida se retrasó por culpa de la lluvia más de una hora. Cuando se comenzó se hizo detrás del auto de seguridad durante 17 vueltas. En la vuelta 18 se subió demasiado a un piano y se le fue el monoplaza contra el muro, colisionando con Nico Rosberg, que también tuvo que abandonar. Ello le hizo perder a Webber el liderato en favor de Fernando Alonso. Dos semanas después, en el Gran Premio de Brasil quedó 2.º consiguiendo 18 puntos y quedando así 2.º en el Campeonato Mundial. En Abu Dabi, Webber sale 5.º después de una mala clasificación, dejándole el título en bandeja a su principal rival: Fernando Alonso. En la carrera, debido a un problema en los neumáticos hace una parada temprana que le coloca 15.º Al final de todo acabó 8.º por detrás de Alonso (7.º) y quedando 3.º en la clasificación mundial. Sebastian Vettel había ganado mientras Alonso quedó 2.º después de una fallida estrategia en el pit lane.
Una vez terminada la temporada, Webber sacó a la venta un libro resumen de la temporada 2010 titulado "Up front. A season to remember", en el cual reveló que se lesionó el hombro derecho en octubre pasado previo al Gran Premio de Japón y tuvo que correr las cuatro últimas carreras con una fractura. Sucedió cuando retomó la actividad de bicicleta mountain bike con un amigo, el cual cayó frente a él y no pudo evitar la colisión, produciéndosele la llamada "fractura del esquiador", que le significó tener que correr con calmantes. El australiano reveló que ocultó esta información a su equipo, por temor a resentir el apoyo de estos.

#### 2011
Después de haber estado a la par de su compañero de equipo e incluso por delante de él en la clasificación hasta la última carrera, Webber confiaba en poder proclamarse campeón en 2011. Sin embargo, pese a que el coche era el mejor de la parrilla, Mark tenía problemas en las carreras y no pudo lograr un podio hasta el tercer Gran Premio. Posteriormente mejoró y enlazó cuatro podios consecutivos, pero solamente en uno acabó por delante de Vettel, mientras que la victoria se le seguía resistiendo. Finalmente, en Brasil, el australiano cerró una temporada algo decepcionante con su primer triunfo del año gracias a un problema en la caja de su compañero, que le cedió la primera posición. Nuevamente terminó en el 3.º puesto del campeonato. Logró más puntos que en 2010 y solo sufrió un abandono, pero se quedó muy lejos del título.

#### 2012
En la temporada 2012, Mark se encontró muy lejos de la lucha por el título. A pesar de haber ganado en Montecarlo y Silverstone, de ir por delante de su compañero por 2 puntos y por detrás de Fernando Alonso a 40 antes del parón, la escasez de podios hizo que Webber no estuviese regularmente en los primeros puestos. Apenas esas 2 victorias, fueron sus únicos podios en la primera parte de la temporada. Ya de vuelta de las vacaciones, el australiano solo pudo conseguir otros 2 podios más (en Corea y la India), a la vez que sumó 2 carreras seguidas sin puntuar (Italia y Singapur) y 2 abandonos seguidos en el tramo final de la temporada (Abu Dabi y Estados Unidos), terminando con un 6.º puesto en la general, aunque sus puntos sirvieron para que Red Bull se llevara su tercer título de constructores consecutivo.
A pesar de los rumores que decían que el australiano se retiraría en 2013, el equipo le renovó para que continuara con ellos el año siguiente.

#### 2013
Webber tuvo otra mala carrera en el estreno de la temporada en Australia, territorio donde parece abonado al infortunio, con una mala salida y un 6.º lugar final. En el GP de Malasia tuvo otro enfrentamiento con Sebastian Vettel, que le adelantó en las últimas vueltas parar ganar la carrera pese a que desde el equipo les habían ordenado mantener posiciones con la famosa Multi 21, de modo que Mark acabó 2.º En China tuvo un nefasto fin de semana, con un problema mecánico en clasificación, un toque y un abandono en carrera al perder una rueda. En Baréin arrancó séptimo tras una penalización de 3 posiciones y terminó en el mismo puesto, mientras en Barcelona fue quinto. Por fin tuvo la fortuna de cara en Montecarlo y regresó al podio, siendo tercero. En Canadá se tocó con un doblado, lo que dañó su alerón delantero y le privó de otro podio (fue 4.º).
El 27 de junio, Webber anuncia su retirada de F1 al término de esa temporada, pasando a competir en el Campeonato Mundial de Resistencia con Porsche.
Regresó al cajón en Silverstone, finalizando en 2.º puesto. En el GP de Alemania, tenía opciones de victoria pero perdió una rueda saliendo de boxes y tuvo que ser empujado hacia atrás para que le volvieran a montar el neumático. Con esa pérdida de tiempo no pudo pasar de la séptima plaza. Cerraría el primer tramo de la temporada con un cuarto lugar en Hungría.
Ya para cerrar su última temporada en la máxima categoría, Mark obtuvo 5 podios y 3 abandonos en las 9 carreras restantes, mientras que su compañero, ganó dichas carreras para llevarse, junto con la escudería, el cuarto título consecutivo.
Su última carrera en Fórmula 1 fue en el Gran Premio de Brasil el 24 de noviembre de 2013, donde resultó segundo por detrás de su coequipero Sebastian Vettel y por delante de Fernando Alonso.

### Regreso a las carreras de resistencia
Webber compitió la temporada 2014 del Campeonato Mundial de Resistencia en uno de los Porsche 919 Hybrid de clase LMP1, en el regreso de la marca en dicha clase. Teniendo como compañero de butaca Brendon Hartley y Timo Bernhard, acumularon tres podios, finalizando 16.º en el campeonato.
En 2015, Webber siguió junto a Hartley y Bernhard en Porsche. El australiano logró cuatro victorias y acabó segundo en las 24 Horas de Le Mans, por lo que se coronó campeón de esta división. Al año siguiente, el trío logró cuatro victorias y dos terceros lugares, colaborando a que Porsche obtuviera el campeonato de marcas. Sin embargo, malos resultados en el inicio de las temporadas, incluyendo Le Mans, lo relegaron al cuarto lugar en la clasificación general de pilotos.

### Retirada
Mark Webber anuncia su retirada del mundo motor el jueves 13 de octubre de 2016 a sus 40 años de edad, después de 12 temporadas en Fórmula 1 y 3 temporadas en el Campeonato Mundial de Resistencia.

## Televisión
Webber apareció en el programa de televisión británico Top Gear en julio de 2005 y agosto de 2014. En su segunda aparición, registró un tiempo de 1:43.1 en el circuito de Bedford, quedando a 0,2 segundos de Lewis Hamilton.
En 2014 y 2015, el australiano participó como comentarista invitado en algunas transmisiones de Fórmula 1 de la cadena de televisión británica BBC. En 2016 se incorporó como comentarista permanente de Fórmula 1 en el Channel 4 británico.

## Resumen de carrera
| Temporada    | Categoría                                   | Equipo                      | Carreras          | Victorias         | Poles             | VR                | Podios            | Puntos            | Pos.              |
| ------------ | ------------------------------------------- | --------------------------- | ----------------- | ----------------- | ----------------- | ----------------- | ----------------- | ----------------- | ----------------- |
| 1994         | Campeonato Australiano de Fórmula Ford      | Mark Webber                 | 16                | 0                 | 0                 | ?                 | ?                 | 30                | 13.º              |
| 1995         | Campeonato Australiano de Fórmula Ford      | Yellow Pages Racing         | 16                | 3                 | 3                 | ?                 | ?                 | 158               | 4.º               |
| 1995         | Campeonato Australiano de Pilotos           | Birrana Racing              | 2                 | 0                 | 0                 | 0                 | 2                 | 32                | 8.º               |
| 1995         | Festival de Fórmula Ford                    | Van Diemen                  | 1                 | 0                 | 0                 | 0                 | 1                 | N/A               | 3.º               |
| 1996         | Campeonato Europeo de Fórmula Ford          | Van Diemen                  | ?                 | ?                 | ?                 | ?                 | ?                 | ?                 | 3.º               |
| 1996         | Campeonato Británico de Fórmula Ford        | Van Diemen                  | ?                 | ?                 | ?                 | ?                 | ?                 | 113               | 2.º               |
| 1996         | Festival de Fórmula Ford                    | Van Diemen                  | 1                 | 1                 | 0                 | 0                 | 1                 | N/A               | 1.º               |
| 1996         | Campeonato Australiano de Pilotos           | Ralt Australia              | 2                 | 1                 | 0                 | 0                 | 1                 | 20                | 10.º              |
| 1997         | Fórmula 3 Británica                         | Alan Docking Racing         | 16                | 1                 | 3                 | 1                 | 5                 | 127               | 4.º               |
| 1997         | Gran Premio de Macao                        | Alan Docking Racing         | 1                 | 0                 | 0                 | 0                 | 0                 | N/A               | 4.º               |
| 1997         | Masters de Fórmula 3                        | Alan Docking Racing         | 1                 | 0                 | 0                 | 0                 | 1                 | N/A               | 3.º               |
| 1998         | Campeonato FIA GT                           | AMG Mercedes                | 10                | 5                 | 0                 | 0                 | 8                 | 69                | 3.º               |
| 1998         | 24 Horas de Le Mans                         | AMG Mercedes                | 1                 | 0                 | 1                 | 0                 | 0                 | N/A               | NC                |
| 1999         | 24 Horas de Le Mans                         | AMG Mercedes                | 1                 | 0                 | 0                 | 0                 | 0                 | N/A               | DNS               |
| 2000         | Fórmula 3000 Internacional                  | European Arrows             | 10                | 1                 | 0                 | 2                 | 3                 | 21                | 3.º               |
| 2000         | Fórmula 1                                   | Arrows                      | Piloto de pruebas | Piloto de pruebas | Piloto de pruebas | Piloto de pruebas | Piloto de pruebas | Piloto de pruebas | Piloto de pruebas |
| 2001         | Fórmula 3000 Internacional                  | Super Nova Racing           | 12                | 3                 | 2                 | 3                 | 4                 | 39                | 2.º               |
| 2001         | Fórmula 1                                   | Mild Seven Benetton Renault | Piloto de pruebas | Piloto de pruebas | Piloto de pruebas | Piloto de pruebas | Piloto de pruebas | Piloto de pruebas | Piloto de pruebas |
| 2002         | Fórmula 1                                   | KL Minardi Asiatech         | 17                | 0                 | 0                 | 0                 | 0                 | 2                 | 16.º              |
| 2003         | Fórmula 1                                   | Jaguar Racing F1 Team       | 16                | 0                 | 0                 | 0                 | 0                 | 17                | 10.º              |
| 2004         | Fórmula 1                                   | Jaguar Racing F1 Team       | 18                | 0                 | 0                 | 0                 | 0                 | 7                 | 13.º              |
| 2005         | Fórmula 1                                   | BMW Williams F1 Team        | 19                | 0                 | 0                 | 0                 | 1                 | 36                | 10.º              |
| 2006         | Fórmula 1                                   | Williams F1 Team            | 18                | 0                 | 0                 | 0                 | 0                 | 7                 | 14.º              |
| 2007         | Fórmula 1                                   | Red Bull Racing             | 17                | 0                 | 0                 | 0                 | 1                 | 10                | 12.º              |
| 2008         | Fórmula 1                                   | Red Bull Racing             | 18                | 0                 | 0                 | 0                 | 0                 | 21                | 11.º              |
| 2009         | Fórmula 1                                   | Red Bull Racing             | 17                | 2                 | 1                 | 3                 | 8                 | 69.5              | 4.º               |
| 2010         | Fórmula 1                                   | Red Bull Racing             | 19                | 4                 | 5                 | 3                 | 10                | 242               | 3.º               |
| 2011         | Fórmula 1                                   | Red Bull Racing             | 19                | 1                 | 3                 | 7                 | 10                | 258               | 3.º               |
| 2012         | Fórmula 1                                   | Red Bull Racing             | 20                | 2                 | 2                 | 1                 | 4                 | 179               | 6.º               |
| 2013         | Fórmula 1                                   | Infiniti Red Bull Racing    | 19                | 0                 | 2                 | 5                 | 8                 | 199               | 3.º               |
| 2014         | Campeonato Mundial de Resistencia de la FIA | Porsche Team                | 8                 | 0                 | 1                 | 0                 | 3                 | 64.5              | 9.º               |
| 2014         | 24 Horas de Le Mans                         | Porsche Team                | 1                 | 0                 | 0                 | 0                 | 0                 | N/A               | NC                |
| 2015         | Campeonato Mundial de Resistencia de la FIA | Porsche Team                | 8                 | 4                 | 5                 | 0                 | 6                 | 166               | 1.º               |
| 2015         | 24 Horas de Le Mans                         | Porsche Team                | 1                 | 0                 | 0                 | 0                 | 1                 | N/A               | 2.º               |
| 2016         | Campeonato Mundial de Resistencia de la FIA | Porsche Team                | 9                 | 4                 | 2                 | 0                 | 6                 | 134.5             | 4.º               |
| 2016         | 24 Horas de Le Mans                         | Porsche Team                | 1                 | 0                 | 0                 | 0                 | 0                 | N/A               | 13.º              |
| Referencias: |                                             |                             |                   |                   |                   |                   |                   |                   |                   |

## Resultados

### Campeonato FIA GT
(Clave) (negrita indica pole position) (cursiva indica vuelta rápida)

| Año  | Escudería    | Clase | Chasis               | Motor                      | 1     | 2     | 3     | 4      | 5     | 6     | 7     | 8     | 9     | 10    | Pos. | Puntos |
| ---- | ------------ | ----- | -------------------- | -------------------------- | ----- | ----- | ----- | ------ | ----- | ----- | ----- | ----- | ----- | ----- | ---- | ------ |
| 1998 | AMG Mercedes | GT1   | Mercedes-Benz CLK LM | Mercedes-Benz M119 6.0L V8 | OSC 3 | SIL 1 | HOC 1 | DIJ 11 | HUN 1 | SUZ 1 | DON 1 | A1R 2 | HMS 4 | LAG 2 | 3.º  | 69     |

### 24 Horas de Le Mans
| Año  | Equipo       | Copilotos                       | Auto                 | Clase  | Vueltas | Pos. | Pos. Clase |
| ---- | ------------ | ------------------------------- | -------------------- | ------ | ------- | ---- | ---------- |
| 1998 | AMG-Mercedes | Klaus Ludwig Bernd Schneider    | Mercedes-Benz CLK-LM | GT1    | 19      | DNF  | DNF        |
| 1999 | AMG-Mercedes | Jean-Marc Gounon Marcel Tiemann | Mercedes-Benz CLR    | LMGTP  | 0       | DNS  | DNS        |
| 2014 | Porsche Team | Timo Bernhard Brendon Hartley   | Porsche 919 Hybrid   | LMP1-H | 346     | NC   | NC         |
| 2015 | Porsche Team | Timo Bernhard Brendon Hartley   | Porsche 919 Hybrid   | LMP1   | 394     | 2.º  | 2.º        |
| 2016 | Porsche Team | Timo Bernhard Brendon Hartley   | Porsche 919 Hybrid   | LMP1   | 346     | 13.º | 5.º        |

### Fórmula 3000 Internacional
(Clave) (negrita indica pole position) (cursiva indica vuelta rápida)

| Año  | Escudería             | 1     | 2     | 3       | 4       | 5       | 6      | 7     | 8     | 9       | 10      | 11      | 12      | Pos. | Puntos |
| ---- | --------------------- | ----- | ----- | ------- | ------- | ------- | ------ | ----- | ----- | ------- | ------- | ------- | ------- | ---- | ------ |
| 2000 | European Arrows F3000 | IMO 3 | SIL 1 | CAT Ret | NUR Ret | MON Ret | MAG 16 | A1R 4 | HOC 3 | HUN 9   | SPA 16  |         |         | 3.º  | 21     |
| 2001 | Super Nova Racing     | INT 7 | IMO 1 | CAT 7   | A1R Ret | MON 1   | NUR 2  | MAG 1 | SIL 4 | HOC Ret | HUN Ret | SPA Ret | MNZ Ret | 2.º  | 39     |

### Fórmula 1
(Clave) (negrita indica pole position) (cursiva indica vuelta rápida)

| Año     | Escudería                | 1       | 2       | 3       | 4       | 5       | 6       | 7       | 8       | 9       | 10      | 11      | 12      | 13      | 14      | 15      | 16      | 17      | 18      | 19      | 20    | Pos. | Puntos |
| ------- | ------------------------ | ------- | ------- | ------- | ------- | ------- | ------- | ------- | ------- | ------- | ------- | ------- | ------- | ------- | ------- | ------- | ------- | ------- | ------- | ------- | ----- | ---- | ------ |
| 2002    | KL Minardi Asiatech      | AUS 5   | MYS Ret | BRA 11  | SMR 11  | ESP DNS | AUT 12  | MON 11  | CAN 11  | EUR 15  | GBR Ret | FRA 8   | GER Ret | HUN 16  | BEL Ret | ITA Ret | USA Ret | JPN 10  |         |         |       | 16.º | 2      |
| 2003    | Jaguar Racing F1 Team    | AUS Ret | MYS Ret | BRA 9†  | SMR Ret | ESP 7   | AUT 7   | MON Ret | CAN 7   | EUR 6   | FRA 6   | GBR 14  | GER 11† | HUN 6   | ITA 7   | USA Ret | JPN 11  |         |         |         |       | 10.º | 17     |
| 2004    | Jaguar Racing F1 Team    | AUS Ret | MYS Ret | BHR 8   | SMR 13  | ESP 12  | MON Ret | EUR 7   | CAN Ret | USA Ret | FRA 9   | GBR 8   | GER 6   | HUN 10  | BEL Ret | ITA 9   | CHN 10  | JPN Ret | BRA Ret |         |       | 13.º | 7      |
| 2005    | BMW Williams F1 Team     | AUS 5   | MYS Ret | BHR 6   | SMR 7   | ESP 6   | MON 3   | EUR Ret | CAN 5   | USA DNS | FRA 12  | GBR 11  | GER NC  | HUN 7   | TUR Ret | ITA 14  | BEL 4   | BRA NC  | JPN 4   | CHN 7   |       | 10.º | 36     |
| 2006    | Williams F1 Team         | BHR 6   | MYS Ret | AUS Ret | SMR 6   | EUR Ret | ESP 9   | MON Ret | GBR Ret | CAN 12  | USA Ret | FRA Ret | GER Ret | HUN Ret | TUR 10  | ITA 10  | CHN 8   | JPN Ret | BRA Ret |         |       | 14.º | 7      |
| 2007    | Red Bull Racing          | AUS 13  | MYS 10  | BHR Ret | ESP Ret | MON Ret | CAN 9   | USA 7   | FRA 12  | GBR Ret | EUR 3   | HUN 9   | TUR Ret | ITA 9   | BEL 7   | JPN Ret | CHN 10  | BRA Ret |         |         |       | 12.º | 10     |
| 2008    | Red Bull Racing          | AUS Ret | MYS 7   | BHR 7   | ESP 5   | TUR 7   | MON 4   | CAN 12  | FRA 6   | GBR 10  | GER Ret | HUN 9   | EUR 12  | BEL 8   | ITA 8   | SIN Ret | JPN 8   | CHN 14  | BRA 9   |         |       | 11.º | 21     |
| 2009    | Red Bull Racing          | AUS 12  | MYS 6~  | CHN 2   | BHR 11  | ESP 3   | MON 5   | TUR 2   | GBR 2   | GER 1   | HUN 3   | EUR 9   | BEL 9   | ITA Ret | SIN Ret | JPN 17  | BRA 1   | ABU 2   |         |         |       | 4.º  | 69,5   |
| 2010    | Red Bull Racing          | BHR 8   | AUS 9   | MYS 2   | CHN 8   | ESP 1   | MON 1   | TUR 3   | CAN 5   | EUR Ret | GBR 1   | GER 6   | HUN 1   | BEL 2   | ITA 6   | SIN 3   | JPN 2   | RCO Ret | BRA 2   | ABU 8   |       | 3.º  | 242    |
| 2011    | Red Bull Racing          | AUS 5   | MYS 4   | CHN 3   | TUR 2   | ESP 4   | MON 4   | CAN 3   | EUR 3   | GBR 3   | GER 3   | HUN 5   | BEL 2   | ITA Ret | SIN 3   | JPN 4   | RCO 3   | IND 4   | ABU 4   | BRA 1   |       | 3.º  | 258    |
| 2012    | Red Bull Racing          | AUS 4   | MYS 4   | CHN 4   | BHR 4   | ESP 11  | MON 1   | CAN 7   | EUR 4   | GBR 1   | GER 8   | HUN 8   | BEL 6   | ITA 20† | SIN 11  | JPN 9   | RCO 2   | IND 3   | ABU Ret | USA Ret | BRA 4 | 6.º  | 179    |
| 2013    | Infiniti Red Bull Racing | AUS 6   | MYS 2   | CHN Ret | BHR 7   | ESP 5   | MON 3   | CAN 4   | GBR 2   | GER 7   | HUN 4   | BEL 5   | ITA 3   | SIN 15† | RCO Ret | JPN 2   | IND Ret | ABU 2   | USA 3   | BRA 2   |       | 3.º  | 199    |
| Fuente: |                          |         |         |         |         |         |         |         |         |         |         |         |         |         |         |         |         |         |         |         |       |      |        |

### Campeonato Mundial de Resistencia de la FIA
(Clave) (negrita indica pole position) (cursiva indica vuelta rápida)

| Año  | Escudería    | Clase | Automóvil          | 1   | 2   | 3   | 4   | 5   | 6   | 7   | 8   | 9   | Pos. | Puntos | Ref.   |
| ---- | ------------ | ----- | ------------------ | --- | --- | --- | --- | --- | --- | --- | --- | --- | ---- | ------ | ------ |
| 2014 | Porsche Team | LMP1  | Porsche 919 Hybrid | SIL | SPA | LMS | COA | FUJ | SHA | BHR | SÃO |     | 9.º  | 64.5   | [ 15 ] |
| 2014 | Porsche Team | LMP1  | Porsche 919 Hybrid | 3   | 12  | NC  | 5   | 3   | 6   | 3   | Ret |     | 9.º  | 64.5   | [ 15 ] |
| 2015 | Porsche Team | LMP1  | Porsche 919 Hybrid | SIL | SPA | LMS | NÜR | COA | FUJ | SHA | BHR |     | 1.º  | 166    | [ 16 ] |
| 2015 | Porsche Team | LMP1  | Porsche 919 Hybrid | Ret | 3   | 2   | 1   | 1   | 1   | 1   | 5   |     | 1.º  | 166    | [ 16 ] |
| 2016 | Porsche Team | LMP1  | Porsche 919 Hybrid | SIL | SPA | LMS | NÜR | MEX | COA | FUJ | SHA | BHR | 4.º  | 134.5  | [ 17 ] |
| 2016 | Porsche Team | LMP1  | Porsche 919 Hybrid | Ret | 16  | 10  | 1   | 1   | 1   | 3   | 1   | 3   | 4.º  | 134.5  | [ 17 ] |